# Campeonato Europeo Sub-16 de la UEFA 1996
El Campeonato Europeo Sub-16 de la UEFA 1996 se llevó a cabo en Austria del 29 de abril al 11 de mayo y contó con la participación de 16 selecciones infantiles de Europa provenientes de una fase eliminatoria.
El campeón defensor Portugal venció en la final a Francia para ganar su tercer título continental de la categoría y segundo de manera consecutiva.

## Participantes
| - Austria - Croacia - Inglaterra - Francia | - Alemania - Grecia - Irlanda - Israel | - Polonia - Portugal - Rumania - Eslovaquia | - España - Suiza - Turquía - Ucrania |

## Fase de grupos

### Grupo A
| País     | J | G | E | P | GF | GC | GD | Pts |
| -------- | - | - | - | - | -- | -- | -- | --- |
| Portugal | 3 | 2 | 1 | 0 | 7  | 2  | +5 | 7   |
| Irlanda  | 3 | 2 | 0 | 1 | 2  | 2  | 0  | 6   |
| Austria  | 3 | 0 | 2 | 1 | 2  | 3  | -1 | 2   |
| Polonia  | 3 | 0 | 1 | 2 | 0  | 4  | -4 | 1   |

| Equipo 1 | Resultado | Equipo 2 |
| -------- | --------- | -------- |
| Irlanda  | 1-0       | Austria  |
| Portugal | 3-0       | Polonia  |
| Polonia  | 0-0       | Austria  |
| Irlanda  | 0-2       | Portugal |
| Polonia  | 0-1       | Irlanda  |
| Austria  | 2-2       | Portugal |

### Grupo B
| País     | J | G | E | P | GF | GC | GD | Pts |
| -------- | - | - | - | - | -- | -- | -- | --- |
| Grecia   | 3 | 2 | 1 | 0 | 4  | 2  | +2 | 7   |
| Alemania | 3 | 2 | 0 | 1 | 11 | 4  | +7 | 6   |
| Ucrania  | 3 | 1 | 1 | 1 | 3  | 7  | -4 | 4   |
| Rumania  | 3 | 0 | 0 | 3 | 1  | 6  | -5 | 0   |

| Equipo 1 | Resultado | Equipo 2 |
| -------- | --------- | -------- |
| Grecia   | 2-1       | Alemania |
| Rumania  | 0-1       | Ucrania  |
| Grecia   | 1-0       | Rumania  |
| Ucrania  | 1-6       | Alemania |
| Alemania | 4-1       | Rumania  |
| Ucrania  | 1-1       | Grecia   |

### Grupo C
| País    | J | G | E | P | GF | GC | GD | Pts |
| ------- | - | - | - | - | -- | -- | -- | --- |
| Francia | 3 | 3 | 0 | 0 | 6  | 0  | +6 | 9   |
| Croacia | 3 | 2 | 0 | 1 | 3  | 3  | 0  | 6   |
| España  | 3 | 1 | 0 | 2 | 4  | 5  | -1 | 3   |
| Suiza   | 3 | 0 | 0 | 3 | 2  | 7  | -5 | 0   |

| Equipo 1 | Resultado | Equipo 2 |
| -------- | --------- | -------- |
| Francia  | 2-0       | Croacia  |
| España   | 4-1       | Suiza    |
| Francia  | 3-0       | España   |
| Croacia  | 2-1       | Suiza    |
| Suiza    | 0-1       | Francia  |
| España   | 0-1       | Croacia  |

### Grupo D
| País       | J | G | E | P | GF | GC | GD | Pts |
| ---------- | - | - | - | - | -- | -- | -- | --- |
| Israel     | 3 | 2 | 0 | 1 | 4  | 4  | 0  | 6   |
| Inglaterra | 3 | 2 | 0 | 1 | 5  | 3  | +2 | 6   |
| Eslovaquia | 3 | 1 | 0 | 2 | 2  | 5  | -3 | 3   |
| Turquía    | 3 | 1 | 0 | 2 | 5  | 4  | +1 | 3   |

| Equipo 1   | Resultado | Equipo 2   |
| ---------- | --------- | ---------- |
| Inglaterra | 2-0       | Eslovaquia |
| Turquía    | 3-0       | Israel     |
| Inglaterra | 2-1       | Turquía    |
| Eslovaquia | 0-2       | Israel     |
| Israel     | 2-1       | Inglaterra |
| Turquía    | 1-2       | Eslovaquia |

## Fase final
|  | Cuartos de final | Cuartos de final |         |          | Semifinales | Semifinales |  |          | Final      | Final      |  |
|  | 6 de mayo        | 6 de mayo        |         |          | 8 de mayo   | 8 de mayo   |  |          | 11 de mayo | 11 de mayo |  |
|  |                  |                  |         |          |             |             |  |          |            |            |  |
|  |                  |                  |         |          |             |             |  |          |            |            |  |
|  | Croacia          | 0                |         |          |             |             |  |          |            |            |  |
|  | Croacia          | 0                |         |          |             |             |  |          |            |            |  |
|  | Portugal         | 5                |         |          |             |             |  |          |            |            |  |
|  | Portugal         | 5                |         | Portugal | 3           |             |  |          |            |            |  |
|  |                  |                  |         | Portugal | 3           |             |  |          |            |            |  |
|  |                  |                  | Grecia  | 0        |             |             |  |          |            |            |  |
|  | Inglaterra       | 0                | Grecia  | 0        |             |             |  |          |            |            |  |
|  | Inglaterra       | 0                |         |          |             |             |  |          |            |            |  |
|  | Grecia           | 1                |         |          |             |             |  |          |            |            |  |
|  | Grecia           | 1                |         |          |             |             |  | Portugal | 1          |            |  |
|  |                  |                  |         |          |             |             |  | Portugal | 1          |            |  |
|  |                  |                  | Francia | 0        |             |             |  |          |            |            |  |
|  | Francia (DP 5-4) | 0                | Francia | 0        |             |             |  |          |            |            |  |
|  | Francia (DP 5-4) | 0                |         |          |             |             |  |          |            |            |  |
|  | Irlanda          | 0                |         |          |             |             |  |          |            |            |  |
|  | Irlanda          | 0                |         | Francia  | 1           |             |  |          |            |            |  |
|  |                  |                  |         | Francia  | 1           |             |  |          |            |            |  |
|  |                  |                  | Israel  | 0        |             |             |  |          |            |            |  |
|  | Israel (TE)      | 3                | Israel  | 0        |             |             |  |          |            |            |  |
|  | Israel (TE)      | 3                |         |          |             |             |  |          |            |            |  |
|  | Alemania         | 2                |         |          |             |             |  |          |            |            |  |
|  | Alemania         | 2                |         |          |             |             |  |          |            |            |  |
|  |                  |                  |         |          |             |             |  |          |            |            |  |

### Tercer lugar
| Equipo 1 | Resultado | Equipo 2 |
| -------- | --------- | -------- |
| Israel   | 3-2       | Grecia   |

## Campeón
| Eurocopa Sub-16 1996 |
| -------------------- |
| Bandera de Portugal  |
| Portugal 3º Título   |